# 흑매
"흑매"는 한국에서 제작된 사병록 감독의 1972년 영화이다. 김지수 등이 주연으로 출연하였고 김태수 등이 제작에 참여하였다.

## 출연

### 주연
- 김지수
- 장익